# Fronton du Duc
Pour les articles homonymes, voir Fronton.
 (octobre 2012).
Si vous disposez d'ouvrages ou d'articles de référence ou si vous connaissez des sites web de qualité traitant du thème abordé ici, merci de compléter l'article en donnant les références utiles à sa vérifiabilité et en les liant à la section « Notes et références ».
Fronton du Duc ou Fronton le Duc (en latin Ducæus), né à Bordeaux en 1558 et mort à Paris le 25 septembre 1624, est un prêtre jésuite, théologien et patrologue français.

## Éléments de biographie
Son père était conseiller au Parlement de Bordeaux. Il entra au noviciat des jésuites à Verdun, l'un des Trois Évêchés, le 12 octobre 1577, et prononça ses premiers vœux à Pont-à-Mousson le 13 octobre 1579. Cette dernière ville était alors le siège d'un collège (ou « université ») fondé en 1572 par le duc de Lorraine et confié à la Compagnie de Jésus ; Fronton du Duc y fut « régent du soir » de 1578 à 1582, date à laquelle il fut transféré au collège de Clermont (maison parisienne des jésuites) pour y exercer la même fonction (c'est-à-dire qu'il enseignait la rhétorique).
De 1586 à 1590 il étudia la théologie en vue de l'ordination sacerdotale, puis fit une troisième année de noviciat (comme il est d'usage dans la Compagnie). Il enseigna ensuite la théologie positive, d'abord à Pont-à-Mousson (1591 - 1594), puis à Paris (d'octobre à décembre 1594), mais le collège de Clermont fut alors fermé après l'attentat de Jean Châtel, et il dut retourner à Pont-à-Mousson. Il y fit la profession solennelle des quatre vœux en 1596. L'année suivante il fut transféré au collège de Bordeaux où il enseigna la théologie morale et expliqua l'Écriture Sainte.
En 1604, les jésuites reçurent l'autorisation de rouvrir leur collège parisien, et Fronton du Duc y fut affecté comme bibliothécaire, chargé de reconstituer la bibliothèque qui avait été dispersée. De 1618 à 1623, il donna à nouveau dans l'établissement un cours de théologie positive. Il fut très lié à Denis Pétau, qui fut son collègue au collège de Clermont, éminent helléniste comme lui, et lui succéda dans ses charges de bibliothécaire et professeur de théologie.

## Œuvres et travaux
En 1580, alors qu'il enseignait au collège de Pont-à-Mousson, il composa une tragédie intitulée l'Histoire tragique de la Pucelle de Domrémy, aultrement d'Orleans, inspirée de la dramaturgie grecque (avec des chœurs), qui fut jouée par ses élèves devant le duc Charles III de Lorraine le 7 septembre de cette année et imprimée l'année suivante (sous le nom de Jean Barnet, conseiller et secrétaire ordinaire du duc).
En 1595/96, il participa à Pont-à-Mousson à la commission de cinq membres chargée par Claudio Acquaviva, général des jésuites, de la révision et publication des Commentarii in quattuor evangelistas de Jean Maldonat (qui avait séjourné à Pont-à-Mousson en 1578). En 1598, le protestant Philippe Duplessis-Mornay publia à La Rochelle son Livre de l'institution, usage et doctrine du saint sacrement de l'Eucharistie en l'Église ancienne ; ce fut le début d'une controverse entre théologiens catholiques et protestants, où Fronton du Duc produisit trois réponses successives en 1599 (Inventaire des faultes, contradictions, faulses allégations du sieur Plessis, remarquées en son livre de la sainte Eucharistie par les théologiens de Bordeaux), 1601 et 1602.
Mais Fronton du Duc est surtout connu pour les éditions et traductions qu'il donna des Pères grecs. Vers le temps de son retour à Paris (1604), Isaac Casaubon inspira au roi Henri IV d'organiser l'impression des manuscrits de la Bibliothèque royale, et d'autre part une assemblée du clergé de France avait confié aux jésuites la tâche de produire des éditions révisées des Pères grecs. Fronton du Duc, premier sollicité par ses supérieurs, se consacra particulièrement à Jean Chrysostome: pour le texte grec, il publia six volumes in-folio des Opera omnia, nunc primum græce et latine edita entre 1609 et 1624, et six autres volumes préparés par lui furent publiés à titre posthume en 1636 (en même temps qu'une réimpression des six premiers) ; une traduction latine seule, en six volumes in-folio, parut en 1613. Il travailla d'autre part sur Clément d'Alexandrie, Basile de Césarée, Grégoire de Nazianze, Grégoire de Nysse et Jean Damascène, et publia en 1624 un Bibliothecæ veterum patrum, seu scriptorum ecclesiasticorum, tomus primus græco-latinus, qui varios græcorum auctorum libros, antea latine tantum, nunc vero primum utraque lingua editos in lucem complectitur, puis le tomus secundus la même année, tous deux in-folio ; ces deux volumes servirent de supplément à la Bibliotheca veterum patrum de Margarin de La Bigne. Enfin en 1630 on publia de lui, à titre posthume, une édition en deux volumes in-folio de Nicéphore Calliste Xanthopoulos. Il travailla aussi sur une édition de la Septante, sans pouvoir mener à terme cette entreprise.

## Publication
- Inventaire des faultes, contradictions et faulses allegations du Sieur Du Plessis remarquées en son livre de la Saincte Eucharistie, par M. Fronton Du Duc, bourdelois, de la compagnie de Jesus. Seconde edition reveüe et augmentée, Bordeaux, Simon Millanges, 1599, 690 p. (lire en ligne).

- Réfutation de la prétendue Vérification et response du sieur Du Plessis à l'Inventaire,... à laquelle sont traictez des plus principaux points de la religion controversez de notre temps, Bordeaux, Simon Millanges, 1602, 741 p. (disponible sur Internet Archive).

- L'histoire tragique de la Pucelle d'Orléans, de Fronton du Duc et Jean Barnet, éd. Durand de Lançon, Pont-à-Mousson, P. Toussaint, 1859 ; Genève, Slatkine, 1970.